# Horneterikhet
Horneterikhet est un prince égyptien, fils de Pépi Ier, totalement ignoré avant la découverte de sa tombe. 
Son tombeau se trouverait dans la nécropole royale de Pépi Ier, au sud de la pyramide, juste à côté de la pyramide de sa mère la reine Méhaa. À l'entrée, Hornetjerichet est représenté avec sa mère. 